# Perdusenia rheophila
Perdusenia rheophila är en bladmossart som beskrevs av Gabriela Gustava Hässel de Menéndez. Perdusenia rheophila ingår i släktet Perdusenia och familjen Lophocoleaceae. Inga underarter finns listade i Catalogue of Life.